# Blabinotus spinicollis
Blabinotus spinicollis là một loài bọ cánh cứng trong họ Cerambycidae.